# Шумилов, Дмитрий Валерьевич
Дми́трий Вале́рьевич Шуми́лов (род. 26 апреля 1962) — советский и российский музыкант, участник группы «Вежливый отказ» и «Високосный год», бас-гитарист, актёр кино, композитор.

## Биография
Окончил Академическое музыкальное училище при Московской государственной консерватории имени П. И. Чайковского (1988) по классу вокала.
В 1986 году дебютировал в кино (эпизод в кинофильме «Курьер») и в рок-музыке как вокалист группы «Вежливый отказ». Согласно оценке, которую дал Александр Кушнир в книге «100 магнитоальбомов советского рока», на концертах «Вежливого отказа» Шумилов был главной звездой, а его широкий стилистический диапазон, от романсовых интонаций до джазовых вокализов, заставил говорить о «Вежливом отказе» как о великой группе. Шумилов был ключевой фигурой и на первом альбоме группы «Опера» (1986), однако в дальнейшей истории группы выступал последовательно как клавишник, бас-гитарист и контрабасист.
К 1987 году относится наиболее яркое появление Шумилова на киноэкране — роль негра Вити в фильме Сергея Соловьёва «Асса».
Брат — протоиерей Игорь Шумилов (род. 1968), настоятель церкви Воскресения Словущего в Рузском районе Московской области.

## Фильмография
- 1986 — «Курьер» — эпизод
- 1987 — «Асса» — негр Витя
- 1988 — «Фонтан» — в эпизодах (нет в титрах)
- 1993 — «Два капитана 2» — в эпизоде (нет в титрах)
- 1997 — «Бесноватые» — эпизод
- 2003 — «Бандитский Петербург-4» — арестант (7-я серия)

## Дискография

### Вежливый отказ
- 1986 — «Опера-86» (вокал, бас-гитара)
- 1987 — «Пыль на ботинках» (вокал, клавишные)
- 1989 — «Вежливый отказ» (клавишные, бас-гитара, аккордеон)
- 1990 — «Этнические опыты» (бас-гитара)
- 1992 — «И-и раз!..» (бас-гитара)
- 1995 — «Вежливый отказ 1985—1995» (бас-гитара, аккордеон)
- 1997 — «Коса на камень» (бас-гитара)
- 2002 — «Герань» (бас-гитара)
- 2010 — «Гуси-Лебеди» (бас-гитара, вокал)
- 2017 — «Военные куплеты»

### Дмитрий Умецкий
- 1994 — Другой (вокал, клавишные, бас-гитара)